# 小行星7398
小行星7398（英語：7398 Walsh）是一颗围绕太阳公转的小行星。1986年11月3日，安東寧·姆爾科斯在克列特发现了此天体。
这颗小行星的绝对星等为245.7149615598024等。